# Leszek Szurkowski
Leszek Szurkowski (ur. 1 stycznia 1949 w Poznaniu) – polski artysta fotograf. Członek rzeczywisty Okręgu Wielkopolskiego Związku Polskich Artystów Fotografików.  Wykładowca Akademii Nikona. Konsultant w sektorze Komunikacji Wizualnej i Mediów dla Arriyadh Development Authority (projekt Atturaif Museology – Rijad, Arabia Saudyjska).

## Życiorys
Leszek Szurkowski jest absolwentem Wydziału Leśnego Akademii Rolniczej w Poznaniu (1973), związany z wielkopolskim środowiskiem fotograficznym – fotografuje od 1964 roku. Po raz pierwszy zaprezentował swoje fotografie na wystawie indywidualnej w 1966 roku. Miejsce szczególne w jego twórczości zajmuje fotografia abstrakcyjna, fotografia architektury, fotografia krajobrazowa, fotografia kreacyjna, fotografia martwej natury, fotografia podróżnicza, fotografia portretowa, fotografia przyrodnicza, fotografia reklamowa, fotografia reportażowa. 
W latach 1964–1981 aktywnie uczestniczył w pracach Poznańskiego Towarzystwa Fotograficznego. Jest autorem oraz współautorem wielu wystaw fotograficznych – ponad 50 wystaw autorskich oraz ponad 150 wystaw zbiorowych. W 1972 został przyjęty w poczet członków rzeczywistych Okręgu Wielkopolskiego Związku Polskich Artystów Fotografików (legitymacja nr 401).
W 1982 stworzył studio LES INC w Kanadzie – działające (m.in.) w obszarze fotografii, multimediów, wydawnictw. Od 1992 do 2003 był profesorem wizytującym Akademii Sztuk Pięknych w Poznaniu. W 2007 był profesorem wizytującym Akademii Sztuk Pięknych we Wrocławiu. Od 2007 do 2016 był profesorem na Wydziale Grafiki w Akademii Humanistyczno-Ekonomicznej w Łodzi. Jego prace publikowano (m.in.) w APA Awards Book, Applied Arts, Communication Arts Magazine, Graphic Excellence USA, Graphis Photo, How, Masters of Photography, Photo District News, Studio Magazine. 